# Ovaliptila lindbergi
Ovaliptila lindbergi is een rechtvleugelig insect uit de familie krekels (Gryllidae). De wetenschappelijke naam van deze soort is voor het eerst geldig gepubliceerd in 1957 door Lucien Chopard.